# Journal de l'île de La Réunion
Journal de l'île de La Réunion — щоденна франкомовна газета, що виходить у Реюньйоні, заморському департаменті Франції. Газета, яка була заснована в 1951 році зі штаб-квартирою в Сен-Дені, Реюньйон, належить Groupe Hersant Média. На Реюньйоні є чотири конкурентні газети.